# Remijia glomerata
Remijia glomerata là một loài thực vật có hoa trong họ Thiến thảo. Loài này được Huber miêu tả khoa học đầu tiên năm 1914.